# 아리지카미촌
아리지카미촌(일본어: 有路上村)은 일본 교토부 가사군에 설치되었던 촌이다.

## 역사
- 1889년 4월 1일 - 정촌제 시행에 의해 2촌의 구역을 가지고 가사군 아리지카미촌이 성립하였다.
- 1951년 4월 1일 - 고모리정에 편입, 동일 아리지카미촌이 폐지되었다.

## 행정

### 역대촌장
| 代   | 在職期間       | 名前       |
| ---- | -------------- | ---------- |
| 1代  | 1889年～1899年 | 平野忠治   |
| 2代  | 1899年～1903年 | 平野謙治郎 |
| 3代  | 1903年～1908年 | 土佐半之亮 |
| 4代  | 1908年～1913年 | 荒木義美   |
| 5代  | 1913年～1918年 | 平野徳次郎 |
| -    | 1918年～1920年 | 荒木義美   |
| 6代  | 1920年～1929年 | 真下新蔵   |
| 7代  | 1929年～1935年 | 上山秀雄   |
| 8代  | 1935年～1939年 | 真下近蔵   |
| 9代  | 1939年～1947年 | 平野賢蔵   |
| 10代 | 1947年～1951年 | 高橋惣一   |

## 교통

### 도로
- 국도 제175호선

## 참고문헌
- 「角川日本地名大辞典」編纂委員会『角川日本地名大辞典 26 京都府 上巻』角川書店、1982年
- 大江町誌編纂委員会『大江町史 通史編 下巻』大江町、1984年